# Талмо (Џорџија)
Талмо (Џорџија) (енгл. Talmo) град је у америчкој савезној држави Џорџија. По попису становништва из 2010. у њему је живело 180 становника.

## Демографија
Према попису становништва из 2010. у граду је живело 180 становника, што је 297 (62,3%) становника мање него 2000. године.
| Група             | 2000.       | 2010.       |
| Белци             | 247 (51,8%) | 164 (91,1%) |
| Афроамериканци    | 20 (4,2%)   | 0 (0,0%)    |
| Азијати           | 0 (0,0%)    | 3 (1,7%)    |
| Хиспаноамериканци | 209 (43,8%) | 10 (5,6%)   |
| Укупно            | 477         | 180         |